# Campeonato Europeo de Gimnasia Rítmica de 2013
El XXIX Campeonato Europeo de Gimnasia Rítmica se celebró en Viena (Austria) entre el 31 de mayo y el 2 de junio de 2013 bajo la organización de la Unión Europea de Gimnasia (UEG) y la Federación Austríaca de Gimnasia.
Las competiciones se realizaron en el pabellón Wiener Stadthalle de la capital austríaca. 

## Resultados
| Evento                                | Oro                                     | Plata                                 | Bronce                                    |
| ------------------------------------- | --------------------------------------- | ------------------------------------- | ----------------------------------------- |
| Pelota (02.06)                        | Yana Kudriavtseva · Rusia · 19,000 pts. | Margarita Mamun · Rusia · 18,633 pts. | Silviya Miteva Bulgaria 18,150 pts.       |
| Mazas (02.06)                         | Yana Kudriavtseva · Rusia · 18,783      | Margarita Mamun · Rusia · 18,650      | Melitsina Staniuta · Bielorrusia · 18,116 |
| Cinta (02.06)                         | Margarita Mamun · Rusia · 18,800        | Hanna Rizatdinova · Ucrania · 18,183  | Silviya Miteva Bulgaria 18,100            |
| Aro (02.06)                           | Daria Svatkovskaya · Rusia · 18,600     | Margarita Mamun · Rusia · 18,566      | Melitsina Staniuta · Bielorrusia · 18,250 |
| Concurso completo por equipos (01.06) | Rusia · 147,114                         | Ucrania · 141,573                     | Bielorrusia · 137,115                     |

## Medallero
| Núm. | País        | Oro | Plata | Bronce | Total |
| ---- | ----------- | --- | ----- | ------ | ----- |
| 1    | Rusia       | 5   | 3     | 0      | 8     |
| 2    | Ucrania     | 0   | 2     | 0      | 2     |
| 3    | Bielorrusia | 0   | 0     | 3      | 3     |
| 4    | Bulgaria    | 0   | 0     | 2      | 2     |
|      | TOTAL       | 5   | 5     | 5      | 15    |